# De Grote Muziekquiz
De Grote Muziekquiz is een Nederlands televisieprogramma dat wordt uitgezonden op Net5. Het programma wordt gepresenteerd door Erik van der Hoff. In het programma spelen twee teams van twee bekende Nederlanders een quiz met allerlei muziekvragen over binnenlandse en buitenlandse artiesten, nummers en albums.
De eerste aflevering was te zien op 5 april 2023. Het eerste seizoen bestond uit vier afleveringen die op woensdagavond werden uitgezonden. Het tweede seizoen bestond eveneens uit vier afleveringen en werd uitgezonden op vrijdagavonden.

## Afleveringsoverzicht

### Seizoen 1 (2023)
| Aflevering | Datum         | Team 1                                     | Team 2                               |
| ---------- | ------------- | ------------------------------------------ | ------------------------------------ |
| 1          | 5 april 2023  | Winston Gerschtanowitz & Evelien de Bruijn | Ruben van der Meer & Horace Cohen    |
| 2          | 12 april 2023 | Nance Coolen & Desray                      | Tooske Ragas & Maik de Boer          |
| 3          | 19 april 2023 | Kluun & Glenn Helder                       | Carolina Dijkhuizen & Roos Schlikker |
| 4          | 26 april 2023 | Frank van der Lende & Sander Hoogendoorn   | Giorgio Hokstam & Dennis Weening     |

### Kerstspecial (2023)
Op 24 december 2023 was er op Net5 een kerstspecial van de Grote Muziekquiz.
| Datum            | Team 1                            | Team 2                            |
| ---------------- | --------------------------------- | --------------------------------- |
| 24 december 2023 | Suzanne Klemann & Monique Klemann | Esther Oosterbeek & Anita Heilker |

### Seizoen 2 (2024)
| Aflevering | Datum       | Team 1                             | Team 2                                 |
| ---------- | ----------- | ---------------------------------- | -------------------------------------- |
| 1          | 17 mei 2024 | Quinty Trustfull & Patrick Martens | Shary-An & Numidia                     |
| 2          | 24 mei 2024 | Natasja Froger & Danny Froger      | Wolter Kroes & Brace                   |
| 3          | 31 mei 2024 | Dio & Géza Weisz                   | Fabienne de Vries & Sylvana Simons     |
| 4          | 7 juni 2024 | Eddy Keur & Emmely de Wilt         | Jeroen Nieuwenhuize & Celine Huijsmans |